# Kościół św. Antoniego w Wałczu
Kościół Świętego Antoniego w Wałczu – rzymskokatolicki kościół parafialny należący do parafii św. Antoniego w Wałczu, dekanatu Wałcz, diecezji koszalińsko-kołobrzeskiej, metropolii szczecińsko-kamieńskiej, zlokalizowany w Wałczu, w powiecie wałeckim, w województwie zachodniopomorskim. Obecnie należy do Kapucynów.

## Architektura

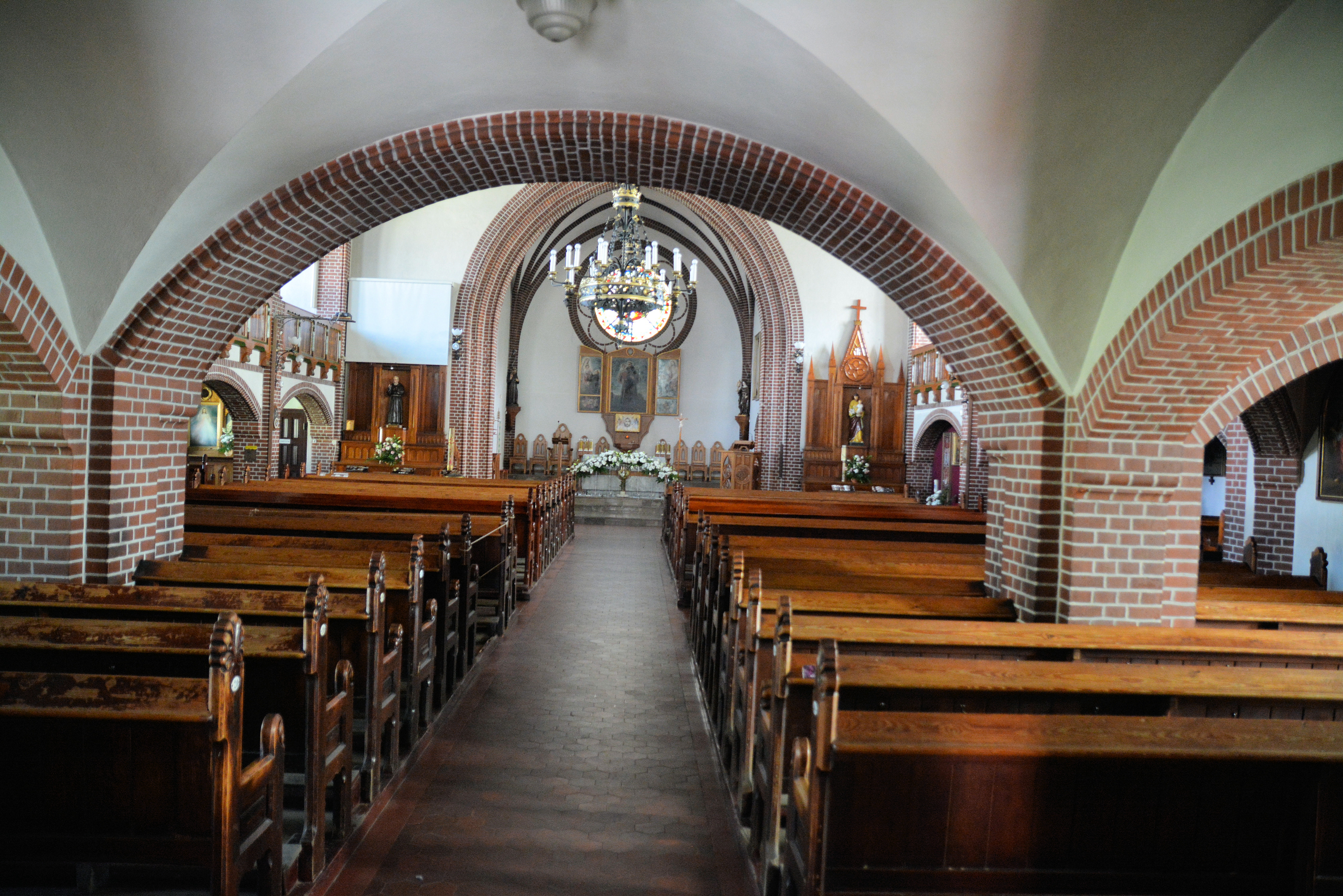
Wnętrze kościoła

Obecna świątynia została wzniesiona w latach 1900-1903 przez wałecką gminę ewangelicko-augsburską. Jest to budowla wybudowana w stylu neogotyckim. Posiada bardzo interesującą, rozbudowaną bryłę i jednolite wyposażenie wnętrza.
Świątynia została zbudowana z cegły ceramicznej z wątkami krzyżowymi i główkowymi. Do budowy została użyta zaprawa wapienna. Kościół został zaplanowany na rzucie krzyża, z prostokątną nawą, przeciętą przez szeroki transept, czyli nawę poprzeczną. 
Od strony wschodniej jest dobudowane do nawy prostokątne prezbiterium i niewielka zakrystia, natomiast od strony zachodniej – smukła wieża o czterech kondygnacjach pokryta hełmem w kształcie ostrosłupa. Bryła świątyni jest opasana przyporami, nad północnym i południowym transeptem znajdują się szczyty.
Wnętrze posiada okrągłe klatki schodowe, prowadzące do empor bocznych oraz osobną klatkę wiodącą na wieżę.